# (700) Ауравиктрикс
(700) Ауравиктрикс (лат. Auravictrix) — астероид главного пояса, который входит в состав семейства Флоры. Он был открыт 5 марта 1910 года американским астрономом Джозефом Хелффричем в Гейдельбергской обсерватории. Название в переводе с латыни означает «Победа над воздухом»: оно было дано в 1911 году после первого в истории полёта дирижабля компании Schütte-Lanz.

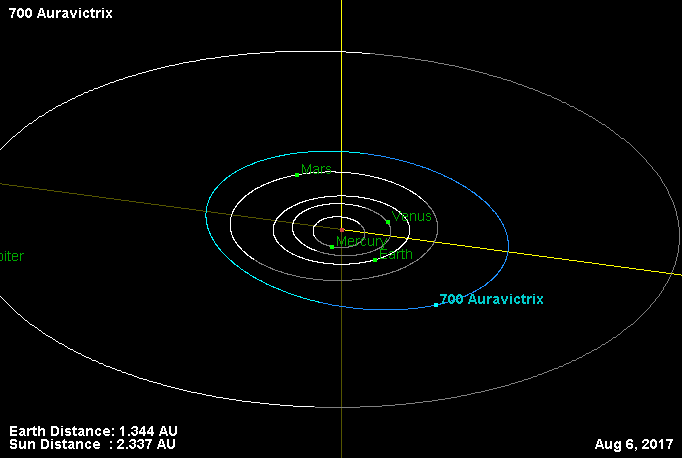
Орбита астероида Ауравиктрикс и его положение в Солнечной системе

Тиссеранов параметр относительно Юпитера — 3,627.